# Hypargyra albilateralis
Hypargyra albilateralis là một loài bọ cánh cứng trong họ Cerambycidae.